# Ardagger
Ardagger – gmina targowa w Austrii, w kraju związkowym Dolna Austria, w powiecie Amstetten, w rejonie Mostviertel. Według Austriackiego Urzędu Statystycznego liczyła 3,4 tys. mieszkańców (1 stycznia 2014).